# 札幌市立桑園小学校ひまわり分校・札幌市立陵北中学校ひまわり分校
札幌市立桑園小学校ひまわり分校（さっぽろしりつそうえんしょうがっこうひまわりぶんこう）・札幌市立陵北中学校ひまわり分校（さっぽろしりつりょうほくちゅうがっこうひまわりぶんこう）は、かつて北海道札幌市中央区北11条西13丁目に存在した、札幌市立桑園小学校（札幌市中央区）、および札幌市立陵北中学校（札幌市西区）の分校。
市立札幌病院内に設置された院内学級で、主に同病院内に入院している児童・生徒を対象とした教育を行っていた。
2015年3月に閉校となり、札幌市立幌北小学校ひまわり分校・札幌市立北辰中学校ひまわり分校に引き継がれた。

## 沿革
- 1972年4月1日（昭和47年） - 市立札幌病院が小児科病棟に学級を設け、「ひまわり学園」と名づける。
- 1973年4月1日（昭和48年） - 札幌市立創成小学校の分校として1学級を設置し、校名を「札幌市立創成小学校・病弱学級」とする
- 1973年4月1日（昭和49年） - 札幌市立向陵中学校の分校として1学級を設置し、校名を「札幌市立創成小学校・向陵中学校ひまわり分校」とする。
- 1973年6月28日（昭和49年）  - 開校式を挙行。この日を開校記念日と制定。
- 1987年7月1日（昭和62年） - 校名を「札幌市立東米里小・中学校ひまわり分校」に変更。
- 2011年4月1日（平成23年） - 校名を「札幌市立桑園小学校ひまわり分校・札幌市立陵北中学校ひまわり分校」に変更。
- 2015年3月31日（平成27年） - 閉校。 北海道大学病院内に設けた「札幌市立幌北小学校ひまわり分校・札幌市立北辰中学校ひまわり分校」に教育理念と学校名を引き継がれる[2]。

## 年間行事
4月
- 着任式
- 始業式
- 入学式
- 参観懇談日

5月
- 子どもの日の集い
- 避難訓練

6月
- 運動会
- 開校記念日

7月
- 七夕の集い
- 参観懇談日
- 一学期終業式

8月
- 二学期始業式

9月
- 避難訓練
- 参観懇談日

11月
- 中学生学力テスト

12月
- 参観懇談日
- 二学期終業式

1月
- 三学期始業式
- 避難訓練

2月
- 節分の集い

3月
- ひな祭りの集い
- 参観懇談日
- 卒業式
- 終了式・離任式